# Huanggang (köpinghuvudort i Kina, Jiangxi Sheng, lat 28,86, long 114,76)
Huanggang är en köpinghuvudort i Kina. Den ligger i provinsen Jiangxi, i den sydöstra delen av landet, omkring 110 kilometer väster om provinshuvudstaden Nanchang. Antalet invånare är 14 674. Befolkningen består av 7 274 kvinnor och 7 400 män. Barn under 15 år utgör 23,0 %, vuxna 15-64 år 66 %, och äldre över 65 år 9,0 %.
Runt Huanggang är det ganska tätbefolkat, med 155 invånare per kvadratkilometer. Närmaste större samhälle är Shimenlou, 15,0 km nordost om Huanggang. I omgivningarna runt Huanggang växer i huvudsak blandskog.
Genomsnittlig årsnederbörd är 2 406 millimeter. Den regnigaste månaden är maj, med i genomsnitt 404 mm nederbörd, och den torraste är oktober, med 55 mm nederbörd.